# Диффи, Уитфилд
Бе́йли Уи́тфилд Ди́ффи (англ. Bailey Whitfield 'Whit' Diffie; род. 5 июня 1944, Нью-Йорк, Нью-Йорк) — один из самых известных американских криптографов, заслуживший мировую известность за концепцию криптографии с открытым ключом.

## Ранние годы
Диффи родился в Нью-Йорке в семье Бейли Диффи, который преподавал Пиренейскую историю и культуру в Городском колледже Нью-Йорка, и Жюстин Луизы Уитфилд, писателя и ученого. Его интерес к криптографии появился в возрасте 10 лет, когда отец принес домой много книг по криптографии из библиотеки College Library City в Нью-Йорке.
Учился в Городском колледже Нью-Йорка, любил просматривать все книги в библиотеке, связанные с криптографией. Однако этот интерес продлился недолго и вскоре Диффи нашел себе много новых увлечений, среди которых были средневековые замки, ракеты и даже ядовитые газы (в одно время он всерьез рассматривал карьеру военного). Во время обучения в старшей школе его интересы поменялись опять, в этот раз на математику. В результате в 1965 году Диффи получил степень бакалавра в Массачусетском технологическом институте. Во время обучения в МТИ Диффи проводил летние каникулы, работая в Институте Беркли. После получения степени в МТИ Диффи заинтересовался компьютерами (до этого он относился к ним очень пренебрежительно). В результате он начал работать на одного военного подрядчика — компанию Mitre Corporation (англ.), расположенную в Массачусетсе, что освободило его от армейской службы и разразившейся в тот момент войны во Вьетнаме. Его работа проходила в лаборатории искусственного интеллекта МТИ, где он писал модули для операций с символами на LISP. Диффи оставил эту должность в 1969 году, проведя много времени с хакерами и сделав множество предложений по усовершенствованию безопасности компьютерных систем, в которых он нашёл уязвимости.

## Знакомство с Маккарти и работа в Стэнфорде
После ухода из МТИ, присоединившись к лаборатории искусственного интеллекта Стэнфордского университета, Диффи вновь поменял область своих интересов, в этот раз на проблемы доказательств правильности компьютерных программ и алгоритмов. В Стэнфорде он работал под руководством Джона Маккарти над проектом, спонсированном из бюджета Агентства по перспективным оборонным научно-исследовательским разработкам США. Одной из задач проекта, поставленных министерством обороны США, было объединение военных компьютеров, находящихся на удаленных расстояниях друг от друга. Таким образом, в случае выхода из строя одного компьютера, информация и производимые вычисления не были утеряны, а передавалась к другим членам сети. Этот проект был назван ARPANET и стал прародителем сети Интернет.
Именно Маккарти был тем человеком, кто пробудил интерес Диффи к криптографии, после чего Диффи неустанно занимался ей начиная с 1972 года. Обеспокоенный тем, что все пользователи должны были работать на одном компьютере и что вся информация хранилась на центральной машине (доступ к которой имел администратор), Диффи занялся защитой информации. В начале он нашёл это занятие трудным — хоть многие и работали в этой сфере, множество работ было засекречено, другие проводились правительством. В 1974 году Маккарти стал недоволен количеством времени, которое Диффи тратил на криптографию, и по обоюдному согласию Диффи был отстранен от работы. После этого он решил совершить путешествие по Соединенным Штатам, чтобы собрать больше информации и познакомиться с другими независимыми криптографами.

## Знакомство с Хеллманом и открытый ключ
Во время своего путешествия Диффи познакомился с Мартином Хеллманом, профессором Стэнфордского университета на факультете электротехники. Поначалу Хеллман с неохотой согласился поговорить с Уитфилдом, так как никогда до этого о нём не слышал, однако после беседы он понял, что Диффи один из самых знающих людей, которых он когда-либо встречал. В результате Хеллман нанял Диффи как исследователя-программиста для своей стэнфордской команды. Через некоторое время к ним присоединился Ральф Меркл, покинувший свою исследовательскую группу из-за разногласий с руководством. Всех троих объединяло желание решить проблему распределения ключей, которая в то время считалась неразрешимым парадоксом. Она заключалась в том, что если два человека хотят обменяться секретной информацией, они должны её зашифровать, для чего отправитель должен воспользоваться секретным ключом, который в свою очередь сам является секретом. Возникает вопрос, каким образом передать секретный ключ получателю, чтобы тот мог воспользоваться им для расшифровки сообщения. Их работа так же была вызвана недавним выпуском стандарта шифрования DES и заявлением Диффи, что вся система может быть взломана машиной стоимостью в 650 миллионов долларов за неделю. После обсуждения с Хеллманом эта оценка была уточнена, и их результатом стала машина за 20 миллионов, работающая один день. Последующие размышления, публикации и развитие информационных технологий резко уменьшили требования, необходимые для взлома DES. Для сравнения, по данным на 2012 год, с задачей взлома DES может справиться компьютер стоимостью десять тысяч долларов за один день.
В 1975 году Диффи, Хеллман и Меркл начали работать над концепцией шифрования с открытым ключом. Система была основана на разбиении ключа на две части — известный открытый ключ и закрытый ключ. Это обеспечивало безопасность общения без необходимости встречи, чтобы обменяться ключами, и также предоставляло возможность цифровой подписи сообщений, чтобы понять от кого сообщение пришло. Их открытие в дальнейшем стало известно как алгоритм Диффи — Хеллмана. Дальнейшее предложение Диффи использовать асимметричный ключ позволило усовершенствовать и реализовать их схему на практике.
До этого защищенное шифрование было доступно исключительно правительству, но шифрование с открытым ключом позволило использовать криптографию в повседневной жизни обычным людям. Решение Диффи и Мартина создало много проблем для правительственных структур, чьей задачей было отслеживание переговоров.

## Дальнейшая работа
В 1978 году Диффи начал работать в отделе Secure System Research компании Northern Telecom в Калифорнии, где он занимался технологиями защиты информации. Там он разработал ключевую архитектуру управления для системы охраны PDSO для сетей X.25. С 1991 года по ноябрь 2009 года Уитфилд работал в Sun Microsystems на должности «заслуженный инженер», преимущественно работая в области криптографии с открытым ключом. С 2010 года работает в компании Internet Corporation for Assigned Names and Numbers на должности вице-президента по информационной безопасности и криптографии.

## Свобода информации и прогнозирование вариантов развития информационных технологий
Диффи считается одним из первых шифропанков — людей, считающих что частная информация неприкосновенна и должна быть защищена с помощью криптографии. Он является ярым противником попыток правительства ограничить использование криптографии в персональных целях и много раз выступал в сенате США, защищая свою позицию. В своих докладах он проводил аналогию с Америкой конца восемнадцатого века, заявляя, что после утверждения билля о правах два человека могли свободно обмениваться информацией, в то время как сейчас люди не могут спокойно пройти пару метров без того, чтобы не удостовериться, что никто не сидит в кустах с прослушивающим устройством.
Диффи также одним из первых предсказал революцию в области информационных технологий, заявив что, учитывая темпы роста мощностей вычислительных систем и уменьшение их размеров, в скором времени компьютеры станут доступны всем желающим. Начав работу на ARPANet, он также предвидел создание интернета, который в своё время он назвал «супермагистралью», передающую информацию между пользователями. Эти предсказания были одной из причин, по которой Диффи всерьёз занялся проблемой распределения ключей. Он был убеждён, что если люди будут обмениваться информацией с помощью компьютеров, они должны иметь право на приватность и быть способными зашифровывать необходимую информацию.

## Личная жизнь
Во время своего путешествия по США, в 1973 году, Диффи познакомился с египтологом Мэри Фишер, которая в итоге стала его женой. Как вспоминает Мэри, Диффи знал, что она всегда была увлечена космосом, поэтому их первое свидание прошло при запуске орбитальной станции «Скайлэб», куда они попали под видом журналистов.
Мэри всегда была опорой и поддержкой для Диффи и зачастую была единственной причиной, по которой он продолжал свои исследования. В период работы над концепцией шифрования с открытым ключом у него часто случались периоды долгих раздумий, которые в итоге ни к чему не приводили. В один из таких периодов Диффи был настолько расстроен, что называл себя неудачником, который ничего не добьётся и даже предлагал Мэри его бросить. Однако она всегда его понимала и делала всё возможное для его поддержки.

## Внешний вид
Особенно стоит подчеркнуть то, как Диффи одевается и его философию по поводу внешнего вида. Его длинные белые волосы и белая борода в сочетании с зачастую яркими и разноцветными костюмами создают противоречивые ассоциации.
Сам Диффи комментирует свой стиль следующим образом: «Люди всегда думают, что я выше, чем я есть на самом деле, но я говорю, что это — „эффект тигра“: неважно сколько он весит фунтов и унций; из-за своих прыжков он всегда кажется крупнее».

## Награды и публикации
- В 1981 он удостоился награды IEEE Donald E. Fink.
- В 1992 получил степень доктора технических наук от Швейцарской Высшей Технической Школы Цюриха.
- В 1994 за заслуги в области кибернетики получил награду EFF Pioneer Award от Фонда электронных рубежей и был удостоен премии Канеллакиса за заслуги в IT.
- В 1997 получил награду Медаль Луиса Леви от Института Франклина.
- В 1998 была опубликована книга Диффи Уитфилда и Сьюзан Ландау под названием «Privacy on the Line», которая была дополнена и переиздана в 2007 году. В этом же году удостоился премии Golden Jubilee Award for Technological Innovation от IEEE Information Theory Society.
- В 2000 получил Премию Маркони.
- В июле 2008 был награждён докторской степенью в Лондонском университете.
- В 2010 получил Медаль Ричарда Хэмминга.
- В 2015 получил Премию Тьюринга.
- Орден Креста земли Марии 3 класса (29 января 2019 года, Эстония)[2]

Диффи является одним из основателей Marconi Foundation и Isaac Newton Institute.